# Robert Stambolziev
Robert Stambolziev (Melbourne, 26 ottobre 1990) è un ex calciatore australiano, di ruolo attaccante.

## Carriera

### Club
Con la divisa del Sydney FC, ha giocato cinque partite nella fase a gironi dell'AFC Champions League.

### Nazionale
Ha giocato nella nazionale australiana Under-20.